# Chang Tso-chi
Chang Tso-chi (chinois : 張作驥 — pinyin : Zhāng Zuòjì) est un réalisateur taïwanais né le 26 décembre 1961 dans la région de Chiayi à Taïwan. Il appartient à une nouvelle génération de cinéastes héritiers de la nouvelle vague taïwanaise.

## Formation et premiers longs métrages
Chang Tso-chi naît à Chiayi en 1961. Il étudie tout d’abord l’ingénierie électronique, puis décide de changer ses plans de carrière après son service militaire pour étudier le cinéma et devenir directeur de la photographie. Il sort diplômé du département de théâtre et de cinéma de l’université de la culture chinoise de Taipei en 1987. C’est alors une période importante dans l’histoire du cinéma taïwanais avec le développement du mouvement d'auteur de la nouvelle vague taïwanaise.
Il se tourne finalement vers la réalisation et commence sa carrière comme assistant réalisateur pour les grands cinéastes de son époque. Il collabore avec le Hongkongais Tsui Hark et les Taïwanais Yu Kan-ping et Hou Hsiao-hsien, dont il fut l’assistant pour La Cité des douleurs, Lion d'or à la Mostra de Venise en 1989.
Il tourne son premier long métrage Shooting in the Dark pour une maison de production hongkongaise qui lui retire finalement le contrôle sur le montage. C'est pourquoi Chang Tso-chi refuse de signer ce premier film, qui ne sera pas commercialisé à Taïwan.
À la suite de cette malheureuse expérience, il fonde son propre studio de production, le Chang Tso-chi Film Studio, et se lance dans la réalisation d'un second long métrage, Ah Chung, applaudi par la critique et récompensé dans les festivals internationaux, dont le Festival du film Asie-Pacifique, qui lui octroie le Prix du jury.
Son troisième long métrage, Darkness and Light, est présenté à la Quinzaine des réalisateurs au Festival de Cannes en 1999.

## Œuvres de la maturité
En 2001, Chang Tso-chi atteint une maturité stylistique avec The Best of Times, qui narre l’histoire d’une amitié entre deux cousins sur fond de luttes de gangs. Le film est acclamé par la critique et obtient le prix du meilleur film et de la meilleure interprétation au Festival de Singapour. Cette œuvre est un hommage à l’adolescence qui, happée par les conflits entre les générations, la difficulté de trouver une place au sein de la cellule familiale, la maladie et le monde de la mafia, ne peut évoluer et passer à l’âge adulte. Le réalisateur évolue ici entre un cinéma réaliste et une esthétisation de l’expérience quotidienne. Il allie réel et fantaisie pour permettre une échappée face à la violence du quotidien.
Soul of a Demon, sorti en 2007, se place dans la continuité des précédentes réalisations de Chang. Toujours imprégné de culture maffieuse, le film aborde également le passé colonial de Taïwan et propose à travers l’expérience d’individus une réflexion sur l’histoire de ce pays.
En 2009, Chang Tso-chi signe How are you, Dad? Dans ce film à sketches, il traite du thème de la figure paternelle au sein de différentes couches de la société taïwanaise. En 2010, il réalise When Love Comes, qui remporte le prix du meilleur film au Festival du Cheval d'or de Taipei.
Son long métrage suivant, Un été à Quchi (A Time in Quchi), sort en 2013. Le film  aborde à travers l’histoire d’un petit garçon qui part vivre chez son grand-père à cause du divorce de ses parents une opposition entre la vie urbaine et la vie rurale, la différence entre les générations du grand-père, des parents et du fils et le rapport entre les différents groupes ethniques de Taïwan.
En 2015, le dernier film en date de Chang Tso-chi, Thanatos, Drunk, sort en salle après avoir été projeté dans la section Panorama du Festival de Berlin et avoir remporté six récompenses majeures, dont le prix du meilleur film, au Festival du film de Taipei. Revenant à ses thèmes de prédilection, Chang y raconte les errances d’un jeune homme traumatisé par le décès accidentel de sa mère. Petit criminel alcoolique et sans attache, il évolue dans des milieux interlopes où misère affective et violence maffieuse forment le quotidien d’êtres à la dérive.
En mars 2015, Chang est condamné en dernière instance à trois ans et dix mois de prison pour le viol d'une scénariste à Taipei. Il y réalise True Emotion Behind the Wall, un court-métrage sur huit prisonniers, projeté pour la première fois en 2017 à l'occasion du 19e Festival du film de Taipei, où il remporte le prix du meilleur court-métrage, avant de bénéficier d'une libération conditionnelle en août de la même année.
Le premier long métrage de fiction réalisé par Chang à la suite de sa libération, Synapses, sort en salle en 2019. Il met en scène une famille blessée, composée notamment d’un grand-père souffrant de démence, d’une jeune mère récemment sortie de prison et de son fils, un petit garçon à travers le regard duquel apparaît la plus grande partie de l’intrigue. Le film semble s’inspirer de l’expérience personnelle de Chang, qui après sa remise en liberté a veillé sur les derniers jours de sa mère, atteinte de démence aiguë.

## Une œuvre cohérente
L'œuvre de Chang Tso-chi peut être définie comme réaliste et située dans le prolongement de l’esthétique qui avait été mise en place durant la nouvelle vague taïwanaise. Dans ses films, ce réalisateur met en lumière les oubliés de la modernité, les petites gens dans leur quotidien et les minorités ethniques. Il s’attache à montrer la société de l’île en marge de sa capitale, se plongeant dans le folklore, les traditions et les rites. Son souci de réalisme l’amène à travailler avec des acteurs non-professionnels.

## Filmographie

### Longs métrages
- 1994 : Shooting in the Dark (暗夜槍聲)
- 1996 : Ah Chung (忠仔)
- 1999 : Hei an zhi guang (zh) (黑暗之光)
- 2001 : The Best of Times (美麗時光)
- 2008 : Soul of a Demon (蝴蝶)
- 2009 : How are you, Dad? (爸...你好嗎?)
- 2010 : When Love Comes (當愛來的時候)
- 2013 : Un été à Quchi (暑假作業)
- 2015 : Thanatos, Drunk (醉·生夢死)
- 2019 : Synapses (那個我最親愛的陌生人)

### Courts métrages
- 2011 : Sparkles (1949穿過黑暗的火花), segment dans le film à sketches 10+10
- 2017 : True Emotion Behind the Wall (鹹水雞的滋味)

## Récompenses
- 1996 : Prix du jury au Festival du film Asie-Pacifique pour Ah Chung
- 1996 : Prix du meilleur réalisateur au Festival du film de Thessalonique pour Ah Chung
- 1999 : Grand Prix Sakura au Festival du film de Tokyo pour Darkness and Light
- 2002 : Meilleur film au Festival du Cheval d'or de Taipei pour The Best of Times
- 2002 : Meilleur film au Festival du film de Singapour pour The Best of Times
- 2010 : Meilleur film au Festival du Cheval d'or de Taipei pour When Love Comes
- 2015 : Meilleur film au Festival du film de Taipei pour Thanatos, Drunk
- 2017 : Meilleur court-métrage au Festival du film de Taipei pour True Emotion Behind the Wall